# 多布罗沃斯基陨石坑
多布罗沃斯基陨石坑（Dobrovolʹskiy）是月球背面南半球一座古老的大撞击坑，约形成于酒海纪，其名称取自苏联宇航员格奥尔基·季莫费耶维奇·多布罗沃斯基（Georgiy Timofeyevich Dobrovolsky，1928年-1971年），1973年被国际天文学联合会正式批准接受。

## 描述
该陨坑的西北部坐落着希拉卡齐环形山，西北偏西毗邻丹戎环形山；佩列佩尔金环形山坐落在北面；莱恩环形山位于它的东北；西南分别是沃尔科夫陨石坑和帕特萨耶夫环形山；它的南面横亘着巨大的齐奥尔科夫斯基环形山。该陨坑的中心月面坐标为12°50′S 129°41′E / 12.83°S 129.68°E，直径38.4公里，深度为2.2公里。
多布罗沃斯基陨石坑外观呈多边形状，因存续期长而磨损较重。坑壁高出周边地形1010米，内部容积约有1100立方千米。碗状的坑底较为崎岖，坑内大部分地区都被希拉卡齐环形山的外侧壁所占据，保留的原始地表仅剩南侧内壁附近的一小片区域。
该陨坑的名字主要为纪念在执行联盟11号任务而失事牺牲的苏联宇航员格奥尔基·季莫费耶维奇·多布罗沃斯基。

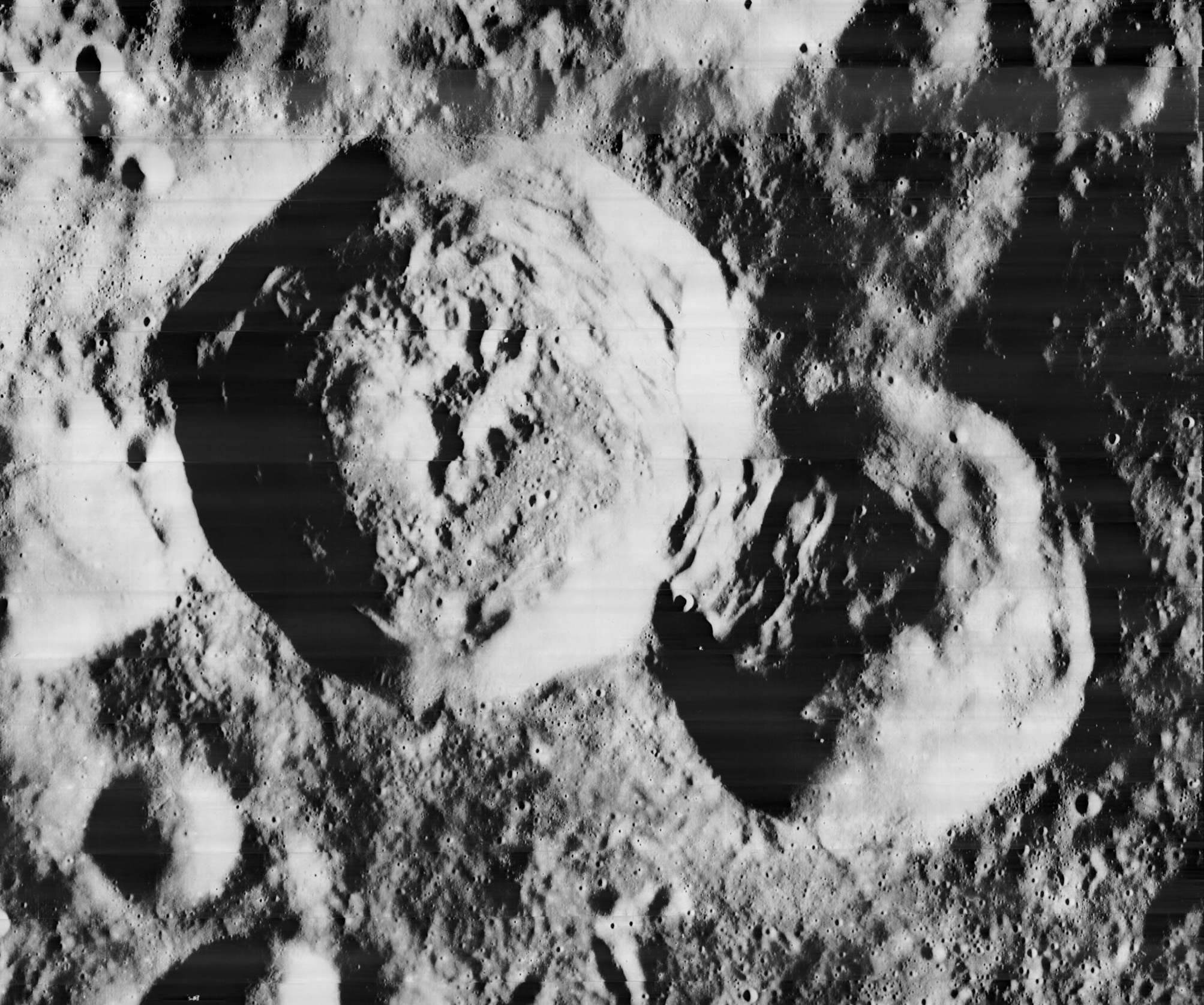
月球轨道器1号拍摄的希拉卡齐环形山（左）和多布罗沃斯基陨石坑(右)

## 卫星陨石坑
按惯例，最靠近多布罗沃斯基陨石坑的卫星坑在月图上以字母标注在该坑中心点的旁边。

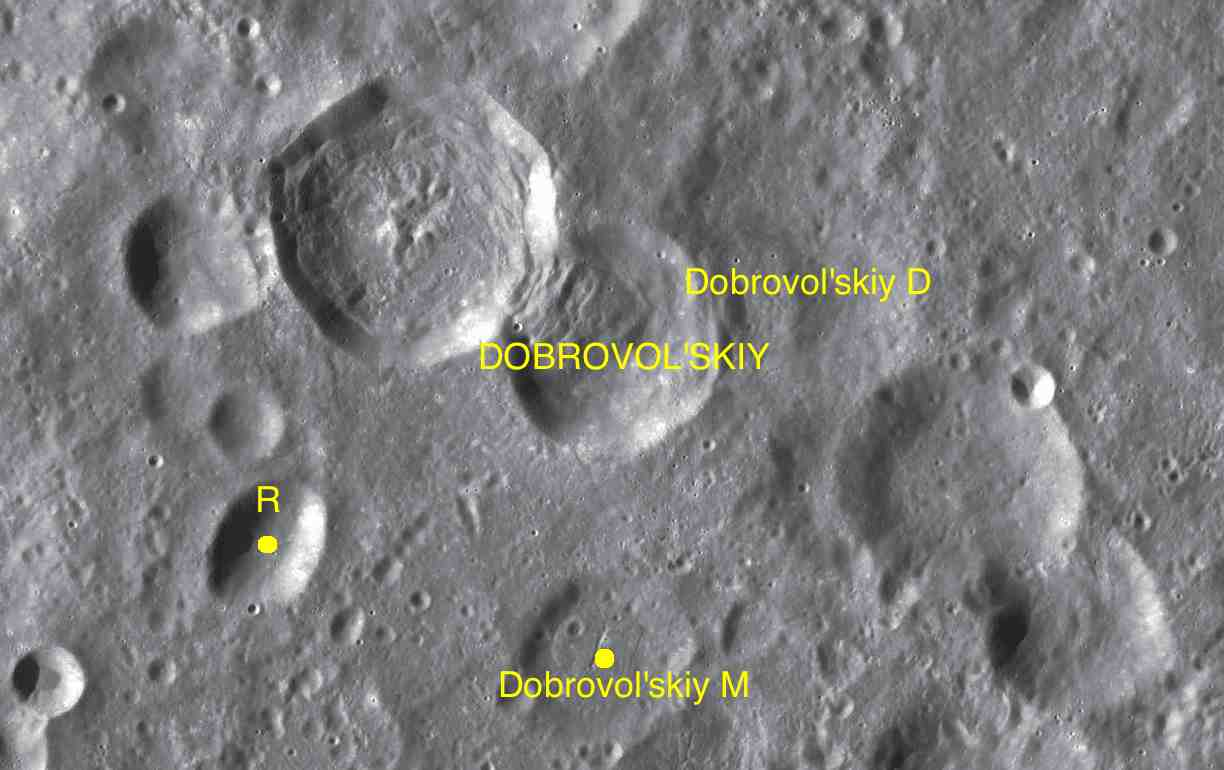
LAC-83和LAC-84拼接图

| 多布罗沃斯基 | 纬度    | 经度     | 直径    |
| ------------ | ------- | -------- | ------- |
| D            | 12.2° S | 130.6° E | 49 公里 |
| M            | 14.6° S | 129.6° E | 31 公里 |
| R            | 14.0° S | 127.7° E | 24 公里 |

## 图集

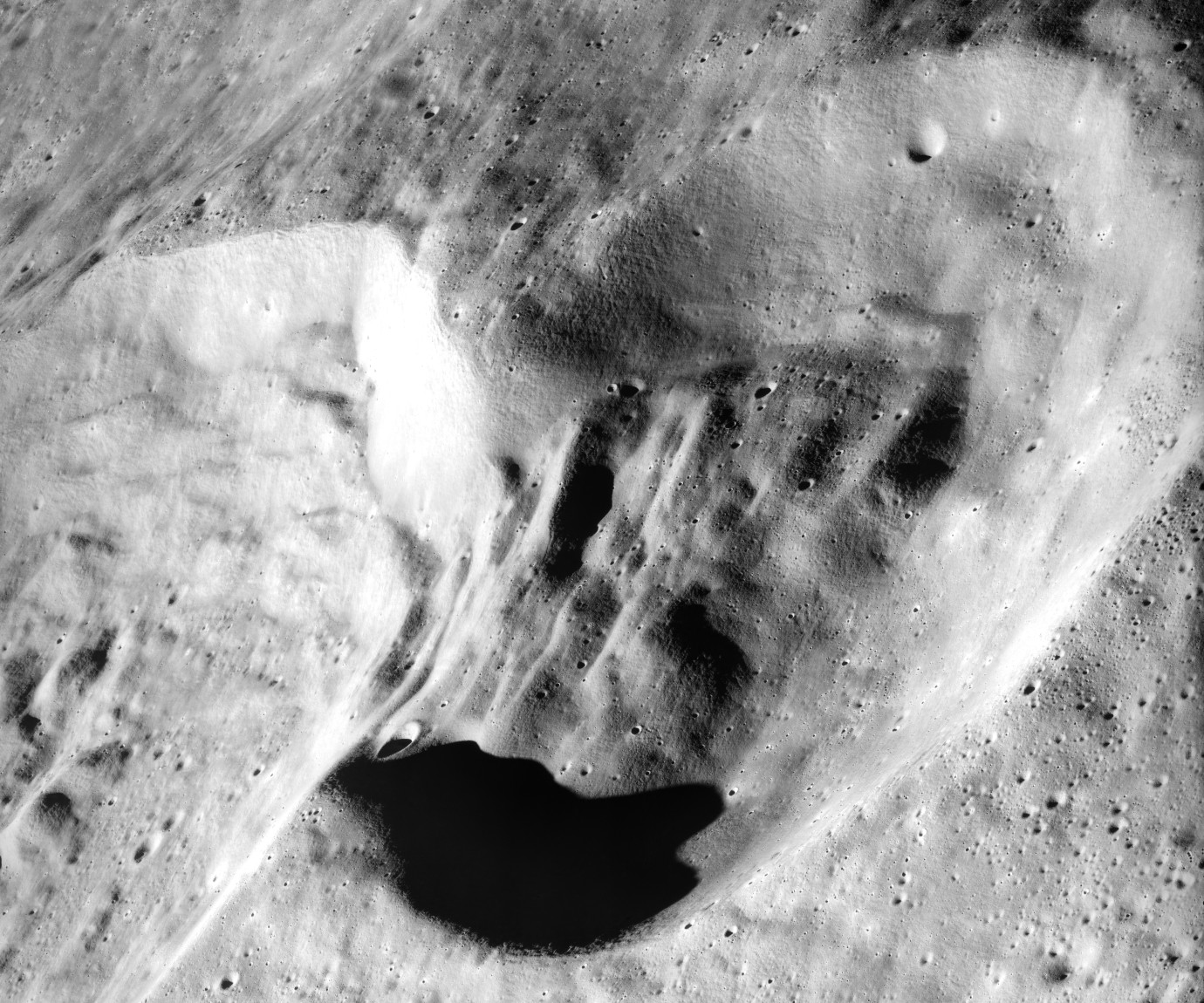
二座陨坑间坍塌的坑壁（阿波罗17号全景相机拍摄）
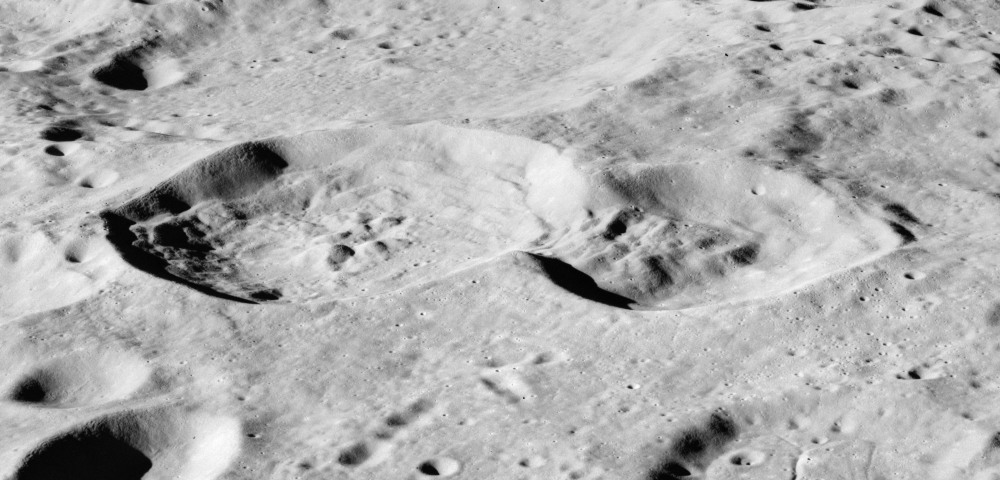
阿波罗15号测绘相机拍摄的斜视图
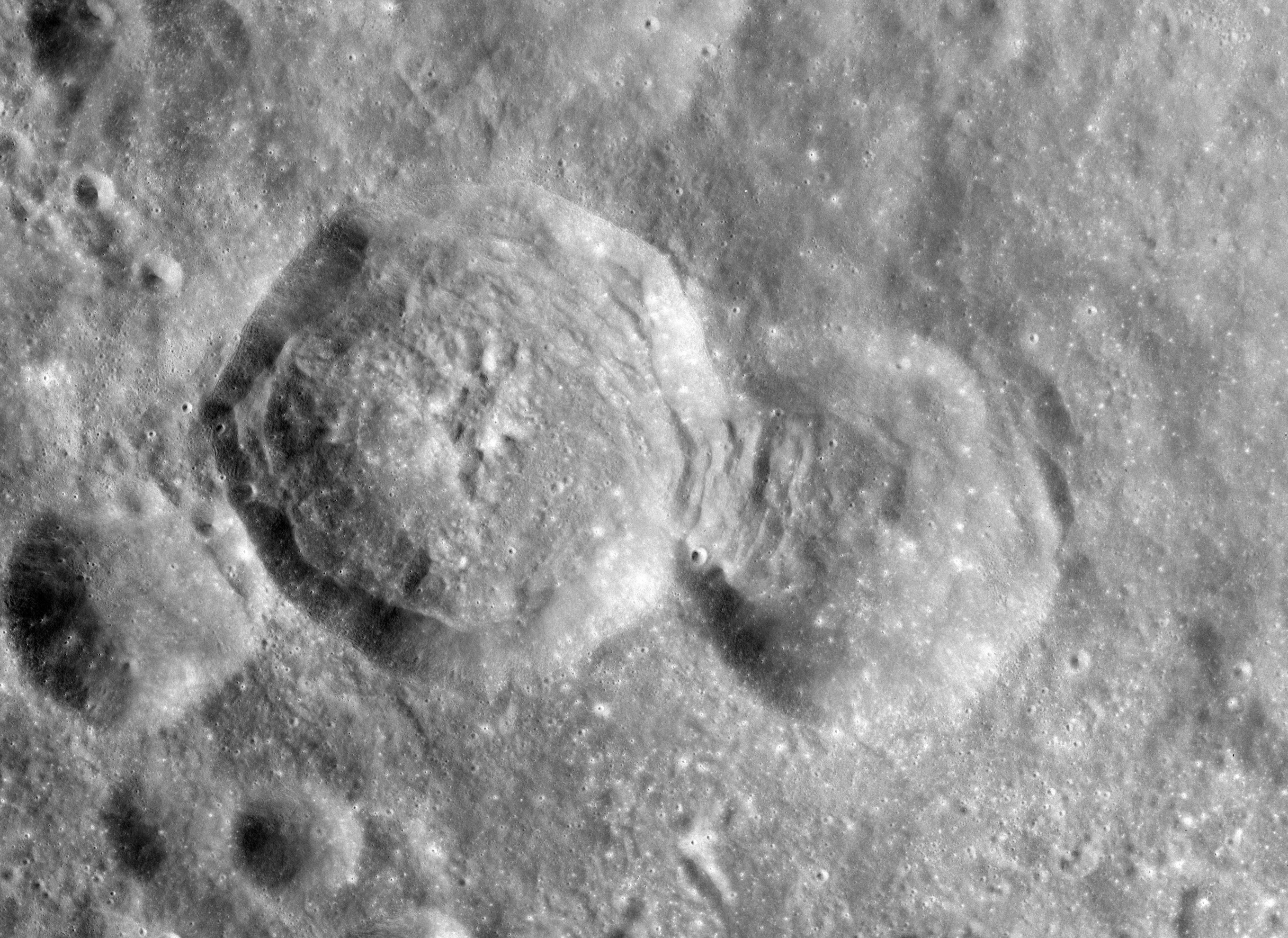
阿波罗17号测绘相机拍摄

## 另请参阅
- Andersson, L. E.; Whitaker, E. A. . NASA RP-1097. 1982.
- Blue, Jennifer. . USGS. July 25, 2007  [2007-08-05]. （原始内容存档于2018-12-25）.
- Bussey, B.; Spudis, P. . New York: Cambridge University Press. 2004. ISBN 978-0-521-81528-4.
- Cocks, Elijah E.; Cocks, Josiah C. . Tudor Publishers. 1995. ISBN 978-0-936389-27-1.
- McDowell, Jonathan. . Jonathan's Space Report. July 15, 2007  [2007-10-24]. （原始内容存档于2018-12-25）.
- Menzel, D. H.; Minnaert, M.; Levin, B.; Dollfus, A.; Bell, B. . Space Science Reviews. 1971, 12 (2): 136–186. Bibcode:1971SSRv...12..136M. doi:10.1007/BF00171763.
- Moore, Patrick. . Sterling Publishing Co. 2001. ISBN 978-0-304-35469-6.
- Price, Fred W. . Cambridge University Press. 1988. ISBN 978-0-521-33500-3.
- Rükl, Antonín. . Kalmbach Books. 1990. ISBN 978-0-913135-17-4.
- Webb, Rev. T. W.  6th revised. Dover. 1962. ISBN 978-0-486-20917-3.
- Whitaker, Ewen A. . Cambridge University Press. 1999. ISBN 978-0-521-62248-6.
- Wlasuk, Peter T. . Springer. 2000. ISBN 978-1-85233-193-1.